# Середній Схід

Країни Середнього Сходу на мапі світу

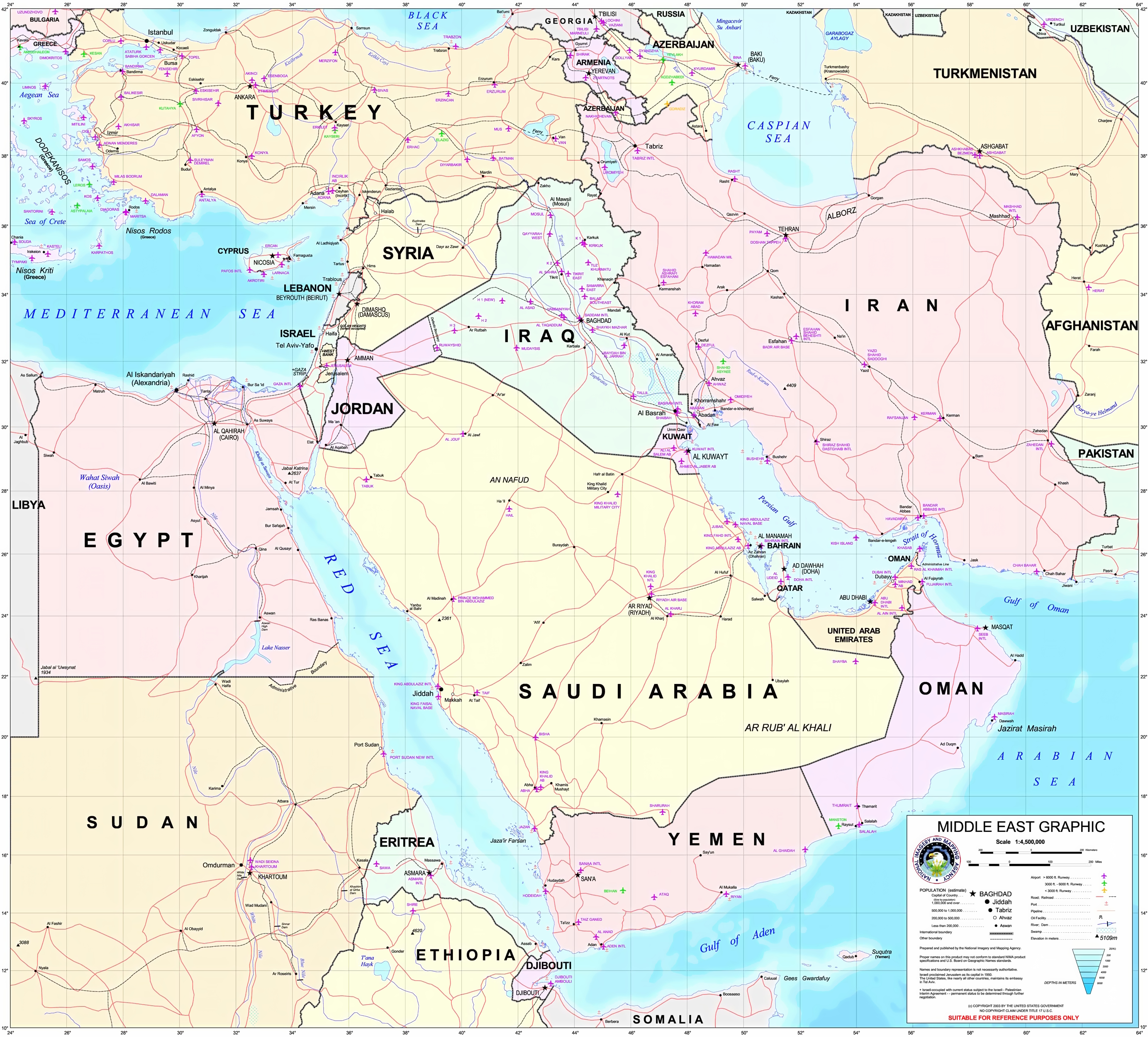
Політична мапа Середнього Сходу

Середній Схід — умовне найменування району Західної Азії, розташованого між Європою та Пакистаном; іноді, особливо в англомовній літературі, замінює собою термін Близький Схід, але частіше розуміється як позначення сукупності країн Близького Сходу разом з Іраном і Афганістаном і тому в більшості випадків застосовується не окремо, а у складі об'єднаного терміна «Близький та Середній Схід». Як наслідок, «Середній Схід» застосовується часто тільки до Ірану та Афганістану, про інших кажуть Близький Схід.
Більшість населення — мусульмани.
Є багато факторів, які зробили цей район одним з найнеспокійніших у світі, але багато авторів сходяться на тому, що джерелом конфліктів був поділ володінь Османської імперії після Першої світової війни, коли кордони були нелогічно обумовлені і народилася держава Ізраїль. Іншим важливим чинником є знайдення його природних багатств, особливо нафти. У двадцятому столітті Близький Схід пережив шість воєн (чотири арабо-ізраїльські війни, війни між Іраком і Іраном і війна в Перській затоці та її наступні епізоди), громадянську війну в Лівані та Ісламську революцію Хомейні в Ірані, що мала важливі наслідки для всього мусульманського світу.
На даний час ця область є переважно мусульманською. Виробництво нафти є дуже важливим. Мирний процес арабо-ізраїльського конфлікту, розпочатий в Мадриді в 1991, вселяє надію на мир в регіоні.

## Значення терміна
Термін «Близький Схід», ймовірно, виник в 1850-х роках в Британському Індійському бюро. Тим не менш, він став ширше відомим після того, як американський військово-морський стратег Альфред Тейєр Мехен використав термін у 1902 році для «позначення територій між Аравією й Індією». В цей час Британська і Російська імперії змагалися за вплив у Центральній Азії, суперництво, яке стало відоме як Велика гра. Мехен пояснив не тільки стратегічне значення регіону, але і, зокрема, його центру, в Перській затоці. Він назвав території, що оточують Перську затоку, Середнім Сходом, і сказав, що після Суецького каналу, це було найважливішою для Великої Британії територією для контролю, щоб стримувати росіян від просування до Британської Індії. Мехен вперше використовував цей термін у своїй статті «Перська затока і міжнародні відносини», опублікованій у вересні 1902 року у британському журналі National Review.
Статтю Мехена було передруковано в The Times і в серії з 20 статей «Середньосхідне питання», написаній Ігнатіусом Чіролем, що почала виходити у жовтні. У цій серії статей, Ігнатіус Чіроль розширив визначення Середнього Сходу, включивши туди «ті регіони Азії, які простягаються до кордонів Індії і займають підходи до Індії». Після закінчення серії в 1903 році, «Таймс» перестали брати цей термін в лапки.
До Другої світової війни, було прийнято відносити області навколо Туреччини та східного узбережжя Середземного моря до «Близького Сходу», «Далекий Схід» зосереджувався в Китаї, а під «Середнім Сходом», малася на увазі область від Месопотамії до Бірми, а саме область між Близьким Сходом і Далеким Сходом. Наприкінці 1930-х, британці заснували Середньосхідне командування, яке базувалося в Каїрі, для своїх збройних сил в регіоні. Після цього термін «Середній Схід» отримав широке застосування в Європі та Сполучених Штатах, зокрема, серед іншого, в 1946 році у Вашингтоні був заснований Середньосхідний Інститут.

### Критика та використання
Термін Середній Схід багато критикували через його неявний євроцентризм. Проте в сучасній англійській мові цей термін використовується як європейцями, так і неєвропейцями.
Означення «Середнього» також призвело до деякої плутанини через зміну визначень. До Першої світової війни, термін «Близький Схід» використовувався в англійській мові для позначення Балкан та Османської імперії, в той час як до «Середнього Сходу» відносили Іран, Афганістан, Центральну Азію та Кавказ. «Далекий Схід» стосувався країн Східної Азії (таких як Китай, Японія, Тайвань, Корея, Гонконг та ін.). Деякі критики зазвичай радять використовувати альтернативний термін, такий як «Західна Азія», який є офіційним позначенням, що використовується в ООН.
Зі зникненням в 1918 р. Османської імперії, термін «Близький Схід» в значній мірі випав із загального користування в англійській мові, в той час як «Середній Схід» став застосовуватися до нових країн ісламського світу, що виникли на теренах колишньої імперії. Однак, використання терміна «Близький Схід» збереглося в різних наукових дисциплін, у тому числі археології та стародавній історії, де він описував ту саму область, що й термін Середній Схід, який не використовувався в цих дисциплінах.
В Організації Об'єднаних Націй, численні документи і резолюції по Середньому Сходу, насправді пов'язані з арабо-ізраїльським конфліктом, зокрема, ізраїльсько-палестинським конфліктом, і, отже, з чотирма державами на Леванту. Термін Близький Схід іноді теж використовується в ООН, коли мова йде про даний регіон.

### Переклади
У всіх європейських мовах є відповідники англійським термінам Близький Схід та Середній Схід, але, оскільки вони є відносно описовими, їх значення залежить від країни і вони в цілому відрізняються від англійських термінів. У німецькій мові термін Naher Osten (Близький Схід) все ще перебуває в загальному користуванні (в даний час термін Mittlerer Osten стає все поширенішим в пресі у текстах, перекладених з англійських джерел, хоча вони і мають різні значення). У слов'янських мовах теж залишаються єдиними підходящими термінами для регіону є пов'язані з Близьким Сходом: в українській — Близький Схід, у польській — Bliski Wschód, у болгарській — Близък Изток, у російській — Ближний Восток, у хорватській — Bliski istok. Проте в деяких мовах дійсно є еквіваленти «Середнього Сходу», такі як французький Moyen-Orient, шведський Mellanöstern, іспанський Oriente Medio чи Medio Oriente, італійський Medio Oriente.
Можливо, через вплив західної преси, арабський еквівалент Середнього Сходу (арабська: الشرق الأوسط аш-Шарк аль-Аусат), став стандартом використання в арабській пресі, і під ним розуміється той же зміст терміна «Середній Схід», що і в Північній Америці, і в Західній Європі. Позначення Машрик, що також походить від арабського кореня, що означає схід, також позначає регіон навколо Леванту, східну частину арабськомовного світу (на відміну від країн Магрибу, західної частини). Перський еквівалент терміна Середній Схід — خاورمیانه (Хавер-е міянег).

## Країни та території
Традиційно до Середнього Сходу включають такі країни і території:
| Країна | Площа (км²) | Населення     | Щільність населення (на км²) | Столиця    | ВВП                  | Валюта                                      | Форма правління                                 | Офіційні мови        |
| --- | ----------- | ------------- | ---------------------------- | ---------- | -------------------- | ------------------------------------------- | ----------------------------------------------- | -------------------- |
| Бахрейн | 665         | 656 397       | 987                          | Манама     | $26,970 млрд (2008)  | Бахрейнський динар                          | конституційна монархія                          | арабська             |
| Кіпр | 9 250       | 792 604       | 90                           | Нікосія    | $22,703 млрд (2008)  | Євро                                        | унітарна конституційна президентська республіка | грецька, турецька    |
| Єгипет | 1 002 450   | 77 498 000    | 74                           | Каїр       | $442,640 млрд (2008) | Єгипетський фунт                            | Змішана республіка                              | арабська             |
| Іран | 1 648 195   | 71 208 000    | 42                           | Тегеран    | $819,799 млрд (2008) | Іранський ріал                              | Ісламська республіка                            | перська              |
| Ірак | 437 072     | 31 001 816    | 70,93                        | Багдад     | $202,3 млрд (2008)   | Іракський динар                             | Парламентська республіка                        | арабська, курдська   |
| Ізраїль | 20 770      | 7 465 000     | 290                          | Єрусалим   | $200,630 млрд (2008) | Ізраїльський новий шекель                   | Парламентаризм                                  | іврит, арабська      |
| Йорданія | 92 300      | 6 407 085     | 58                           | Амман      | $32,112 млрд (2008)  | Йорданський динар                           | конституційна монархія                          | арабська             |
| Кувейт | 17 820      | 3 100 000     | 119                          | Ель-Кувейт | $137,190 млрд (2008) | Кувейтський динар                           | конституційна монархія                          | арабська             |
| Ліван | 10 452      | 4 224 000     | 354                          | Бейрут     | $58,576 млрд (2010)  | Ліванський фунт                             | Парламентська республіка                        | арабська, французька |
| Оман | 212 460     | 3 200 000     | 13                           | Маскат     | $66,889 млрд (2008)  | Оманський реал                              | абсолютна монархія                              | арабська             |
| Сектор Гази (не повністю суверенна) | 360         | 1 376 289     | 3,823                        | Газа       | $770 млн (2009)      | Єгипетський фунт, Ізраїльський новий шекель | автономна республіка                            | арабська             |
| Палестина (не повністю суверенна) | 5,860       | 2 235 000     | 432                          | Рамалла    | $12,95 млрд (2009)   | Ізраїльський новий шекель                   | автономна республіка                            | арабська             |
| Катар | 11 437      | 793 341       | 69                           | Доха       | $94,249 млрд (2008)  | Катарський реал                             | абсолютна монархія                              | арабська             |
| Саудівська Аравія | 1 960 582   | 23 513 330    | 12                           | Ер-Ріяд    | $593,385 млрд (2008) | Саудівський ріал                            | абсолютна монархія                              | арабська             |
| Сирія | 185 180     | 22 505 000    | 93                           | Дамаск     | $105,238 млрд (2010) | Сирійський фунт                             | президентська республіка                        | арабська             |
| |             | Турецька ліра | парламентська республіка     | турецька   |                      |                                             |                                                 |                      |
| ОАЕ | 82,880      | 5 432 746     | 30                           | Абу-Дабі   | $184,984 млрд (2008) | Дірхам ОАЕ                                  | федеральна конституційна монархія               | арабська             |
| Ємен | 527 970     | 23 701 257    | 35                           | Сана       | $55,433 млрд (2008)  | Єменський ріал                              | Республіка                                      | арабська             |
| Джерела: - Міжнародний валютний фонд, 24 квітня 2009, PPP GDP 2008 - World Bank, 1 липня 2009, PPP GDP 2008 Примітка: 1 Дані по Туреччині включають Східну Фракію, яка не є частиною Анатолії. |             |               |                              |            |                      |                                             |                                                 |                      |

У ширшому розумінні, Середній Схід включає також Азербайджан, Алжир, Афганістан, Вірменію, Грузію, Джибуті, Еритрею, Західну Сахару, Казахстан, Коморські острови, Лівію, Мавританію, Марокко, Пакистан, Сомалі, Судан, Таджикистан, Туніс, Туркменістан, Узбекистан та Киргизстан,
| Країна | Площа (км²) | Населення   | Щільність населення (на км²) | Столиця   | ВВП                  | Валюта                 | Форма правління                                 | Офіційні мови                           |
| --- | ----------- | ----------- | ---------------------------- | --------- | -------------------- | ---------------------- | ----------------------------------------------- | --------------------------------------- |
| Афганістан1 | 647 500     | 31 889 923  | 46                           | Кабул     | $21,340 млрд (2008)  | афгані                 | Ісламська республіка                            | Дарі, Пушту                             |
| Алжир | 2 381 740   | 33 333 216  | 14                           | Алжир     | $233,098 млрд (2008) | Алжирський динар       | Змішана республіка                              | арабська                                |
| Вірменія | 29 800      | 3 262 200   | 111,7                        | Єреван    | $18,715 млрд (2008)  | Вірменський драм       | Президентська республіка                        | вірменська                              |
| Азербайджан | 86 600      | 8 621 000   | 97                           | Баку      | $74,734 млрд (2008)  | азербайджанський манат | Президентська республіка                        | азербайджанська                         |
| Коморські Острови | 2 235       | 798 000     | 275                          | Мороні    | $772 млн (2009)      | Коморський франк       | Федеральна республіка                           | коморська, арабська, французька         |
| Джибуті | 23 200      | 496 374     | 34                           | Джибуті   | $1,877 млрд (2008)   | Джибутійський франк    | Парламентська республіка                        | арабська, французька, сомалійська, афар |
| Еритрея | 117 600     | 4 401 009   | 37                           | Асмера    | $3,739 млрд (2008)   | Накфа                  | Тимчасовий уряд                                 | тигринья, арабська                      |
| Грузія | 20,460      | 4 630 841   | 99,3                         | Тбілісі   | $21,812 млрд (2008)  | ларі                   | Президентська республіка                        | грузинська                              |
| Казахстан | 2 724 900   | 15 217 711  | 5,4                          | Астана    | $177,545 млрд (2008) | Казахстанський тенге   | Президентська республіка                        | казахська, російська                    |
| Киргизстан | 199,900     | 5 356 869   | 26                           | Бішкек    | $11,580 млрд (2008)  | Сом                    | Президентська республіка                        | киргизька, російська                    |
| Лівія | 1 759 540   | 6 036 914   | 3                            | Триполі   | $90,251 млрд (2008)  | лівійський динар       | Тимчасовий уряд                                 | арабська                                |
| Мавританія | 1 030 700   | 3 291 000   | 70                           | Нуакшот   | $6,221 млрд (2008)   | Агвійя                 | Ісламська республіка                            | арабська                                |
| Марокко | 446 550     | 33 757 175  | 70                           | Рабат     | $136,728 млрд (2008) | марокканський дирхам   | конституційна монархія                          | арабська, тамазит                       |
| Мальта | 316         | 443 435     | 1307                         | Валлетта  |                      | Євро                   | унітарна конституційна парламентська республіка | мальтійська, англійська                 |
| Пакистан | 880 940     | 169 300 000 | 206                          | Ісламабад | $439,558 млрд (2008) | пакистанська рупія     | ісламська республіка                            | урду, англійська                        |
| Сомалі | 637 661     | 9 925 640   | 13                           | Могадішу  | $7,890 млрд          | сомалійський шилінг    | Президентська республіка                        | сомалійська, арабська                   |
| Судан | 1 886 068   | 30 894 000  | 14                           | Хартум    | $87,885 млрд (2008)  | Суданський фунт        | Президентська республіка                        | арабська, англійська                    |
| Таджикистан | 143 100     | 7 215 700   | 45                           |           |                      |                        |                                                 |                                         |
| Туніс | 163 610     | 10 102 000  | 62                           | Туніс     | $82,226 млрд (2008)  | туніський динар        | Президентська республіка                        | арабська                                |
| Туркменістан | 488 100     | 5 110 023   | 9,9                          |           |                      |                        |                                                 |                                         |
| Узбекистан | 447 400     | 27 372 000  | 59                           | Ташкент   | $71,501 млрд (2008)  | Узбецький сом          | Президентська республіка                        | узбецька                                |
| Західна Сахара | 266 000     | 513 000     | 1,9                          | Ель-Аюн   |                      | марокканський дирхам   |                                                 | арабська                                |
| Джерела: - Міжнародний валютний фонд, 24 квітня 2009, PPP GDP 2008 - World Bank, 1 липня 2009, PPP GDP 2008 Примітка: 1 Афганістан часто розглядається як частина Центральної Азії |             |             |                              |           |                      |                        |                                                 |                                         |

## Історія
Історія Середнього Сходу сягає глибокої давнини, і впродовж своєї історії, Середній Схід був великим центром світового життя. Середній Схід є місцем історичного походження основних релігій, таких як зороастризм, юдаїзм, християнство та іслам. Середній Схід в цілому має посушливий і спекотний клімат, з кількома великими річками, що забезпечують зрошення для підтримки сільського господарства в деяких регіонах, тому в Стародавні часи у цьому регіоні виникли й розвинулися перші цивилізації Єгипет і Шумер.
У багатьох країнах, розташованих навколо Перської затоки є велика кількість нафти. У наш час Середній Схід залишається важливим стратегічним, економічним, політичним, культурним та релігійним регіоном. Середній Схід, як очікується, очікується матиме високі темпи економічного зростання приблизно в 4,1% в 2010 рік і 5,1% в 2011 році.

## Демографія

### Етнічні групи
У регіоні Середній Схід проживає багато різноматітних етнічних груп, зокрема: араби, турки, перси, євреї, курди, асирійці/сирійці (халдо-асирійці), єгипетські копти, мароніти (фінікійці), вірмени, арамейці, азербайджанці, мальтійці, адигейці, туркмени, греки, шабаки, єзиди, мандеї, грузини, цигани, гагаузи, бербери, самаритяни та інші.

### Міграція
Згідно із Міжнародною організацією міграції, у світі налічується 13 мільйонів мігрантів у першому поколінні, вихідців з арабських народів, 5.8 з яких проживає у інших арабських країнах.
Неарабські країни Середнього Сходу, такі як Туреччина, Ізраїль та Іран також зазнають великої міграційної динаміки.
Велике число мігрантів з арабських країн зумовлене також релійним і національним переслідуванням. Так, протягом останнього століття з цих причин велика кількість курдів, євреїв, асирійців, греків та вірмен покинули такі країни як Ірак, Іран, Сирія та Туреччина. В Ірані багато релігійних менших, таких як християни, бахаї та зороастриняни мігрували після Ісламської революції 1979 року.

### Релігії
Коли йде мова про релігію, Середній Схід дуже різниться. Дві світові релігії — християнство та іслам, а також юдаїзм виникли на Середньому Сході і звідси поширилися на ввесь світ. Найпоширенішою нині релігією у регіоні є іслам з численними його формами і течіями, однак юдаїзм та християнство також добре представлені. Окрім того, є також релігійні громади бахаїв, язданистів, зороастристів, манденистів, друзів, єзидистів і шабакістів.

### Мови
На цій території превалюють три провідні мови, з точки зору кількості носіїв, це арабська, перська і турецька, що представляють афразійську, індоєвропейську і тюркські мовні сім'ї, відповідно. Різні інші мови також вживають на Середньому Сході.
Арабська є найпоширенішою мовою на Близькому Сході, будучи офіційною у всіх арабських країнах. Нею також говорять в деяких прилеглих районах сусідніх близькосхідних неарабських країнах. вона є членом семітської гілки афразійської мови.
Перська є другою за популярністю. Хоча й обмежується Іраном та деякими прикордонними районами в сусідніх державах, країна є одною з найбільш густонаселених в регіоні. Вона належить до індо-іранської гілки сім'ї індоєвропейських мов.
Третьою найбільш широко поширеною мовою є турецька, яка значною мірою обмежена кордонами Туреччини, яка також є одним з найбільш густонаселених країн регіону і найбільша, але вона присутня і в деяких областях, в сусідніх країнах. Вона є членом тюркських мов, які мають свої витоки в Центральній Азії.
Інші мови, якими говорять в регіоні, включають семітські мови, такі як іврит і месопотамсько-арамейський діалект в основному ассирійців і мандейських громад.
Англійська мова використовується зазвичай як друга мова, особливо серед середніх та вищих класів, в таких країнах, як Єгипет, Йорданія, Ізраїль, Іран, Ірак, Катар, Бахрейн, Об'єднані Арабські Емірати і Кувейт. Крім того, Основною мовою в деяких з Еміратах Об'єднаних Арабських Еміратів є французька, що проникла з Алжиру, Єгипту, Ізраїлю, Лівану, Марокко, Сирії та Тунісу. Урду широко поширений в багатьох країнах Середнього Сходу, таких як Саудівська Аравія (де 20 −25% від населення Південної Азії), Об'єднані Арабські Емірати (де 50-55% населення країн Південної Азії), Ізраїлю та Катару, які мають велике число пакистанських іммігрантів.
Найбільше румунською мовою говорять спільноти на Близькому Сході в Ізраїлі, де в 1995 Румунською говорило 5% населення. Російською також говорить велика частина населення Ізраїлю, через еміграцію наприкінці 1990-х.

## Економіка
Економічну структуру Середньо східних народів відрізняють в тому сенсі, що в той час як деякі країни сильно залежать від експорту лише нафти і нафтопродуктів, супутніх товарів (таких як Саудівська Аравія, ОАЕ і Кувейт), інші мають дуже різні економічної бази (наприклад, як Кіпр, Ізраїль, Туреччина та Єгипет). Промисловість близькосхідного регіону включає нафту і нафтопродукти, сільське господарство, виробництво бавовна, тваринництво, молочні продукти, текстиль, вироби зі шкіри, виготовлення хірургічних інструментів, захисних споруд (зброя, боєприпаси, танки, підводні човни, винищувачі, БЛА і ракети). Банківська сфера також є важливим сектором економіки, особливо у випадку ОАЕ і Бахрейном.
За винятком Кіпру, Туреччини, Єгипту, Лівану та Ізраїлю, туризм відносно нерозвинений в цій області, почасти це через соціально-консервативний характер регіону, а також політичну нестабільність в деяких регіонах Середнього Сходу. В останні роки, однак, такі країни, як ОАЕ, Бахрейн, Йорданія і почали залучати більшу кількість туристів завдяки поліпшенню туристичних об'єктів і розважальної сфери, пов'язаної з туризмом. Зняті обмеження, що були зумовлені обмежувальною політикою.
Безробіття особливо високе в країнах середнього Сходу і Північної Африки, особливо серед молодих людей у віці 15-29, демографічних відсоток яких становить 30% в загальній чисельності населення регіону. Валовий регіональний рівень безробіття в 2005 році, за даними Міжнародної організації праці, склав 13,2%, і серед молоді сягає 25%, до 37% в Марокко і 73% у Сирії.